# Haskell, Arkansas
Haskell là một thành phố thuộc quận Saline, tiểu bang Arkansas, Hoa Kỳ. Năm 2010, dân số của thành phố này là 3990 người.

## Dân số
- Dân số năm 2000: 2645 người.
- Dân số năm 2010: 3990 người.